# Флаг Шоинского сельсовета
Флаг муниципального образования «Шо́инский сельсовет» Заполярного муниципального района Ненецкого автономного округа Российской Федерации — опознавательно-правовой знак, служащий официальным символом муниципального образования.
Флаг утверждён 28 мая 2010 года и внесён в Государственный геральдический регистр Российской Федерации с присвоением регистрационного номера 6345.

## Описание
«Прямоугольное полотнище с отношением ширины к длине 2:3, состоящее из двух горизонтальных полос белой и голубой, в соотношении 1:3, и воспроизводящее фигуры из герба сельсовета, выполненные голубыми (на белой полосе) и белыми (на голубой полосе) цветами».
Геральдическое описание герба гласит: «В лазоревом поле под серебряной главой, обременённой возникающим верхом лазоревого маяка с исходящими, в стороны расширяющимися и не доходящими до краёв щита лучами — узкое стропило с перекрестьем на острие, сопровождаемое вверху безантом, по сторонам — сообращено летящими косвенно вверх гусями (видимыми снизу), а внизу — ладьёй с парусом, все фигуры серебряные».

## Символика
Флаг Шоинского сельсовета отражает исторические, экономические и природные особенности этого муниципального образования, в состав территории которого входят посёлок Шойна и деревня Кия, расположенные за Полярным кругом. Населённые пункты возникли в устье одноимённых тундровых речек впадающих в Белое море в двадцатых-тридцатых годах прошлого столетия. До этого здесь были лишь небольшие становища кочевых ненцев.
Административным центром Шоинского сельсовета является посёлок Шойна.
Основные цвета флага (белый и голубой) символически отражают естественные цвета природы сельсовета: снежные просторы бескрайней зимней тундры, и цвет воды (Белого моря).
Фигура стропило — аллегория ненецкого чума, символизирует национальные особенности поселения и его принадлежность к Ненецкому автономному округу.
Расположение Шоинского сельсовета за Полярным кругом символизирует белый диск зимнего солнца.
Летящие гуси — символ государственного природного заказника, расположенного между реками Шойна и Торна — места гнездования ценных и редких птиц Заполярья.
Лодка напоминает о временах, когда к причалам Шойны подходили иностранные суда плывшие к тому месту, где в амбаре купцы хранили свои товары. По одной из версий топоним «Шойна» связан с устаревшим немецким Scheune, что переводится как «амбар».
Маяк на флаге — это стилизованный образ действующего и в настоящее время Шоинского морского маяка. Маяк — символ надежды, предупреждения и сообщения.
Голубой цвет (лазурь) — символ чести, благородства, духовности и возвышенных устремлений.
Белый цвет (серебро) — символ чистоты, ясности, открытости, божественной мудрости, примирения.